# Bünzen (Szwajcaria)
Bünzen (gsw. Bünze) – gmina (Einwohnergemeinde) w Szwajcarii, w kantonie Argowia, w okręgu Muri. Liczy 1 128 mieszkańców (31 grudnia 2020).